# Orthetrum robustum
Orthetrum robustum là loài chuồn chuồn trong họ Libellulidae. Loài này được Balinsky mô tả khoa học đầu tiên năm 1965.